# 마그달레나가시쥐
마그달레나가시쥐(Proechimys magdalenae)는 가시쥐과에 속하는 남아메리카 설치류이다. 콜롬비아의 토착종이다. 국제 자연 보전 연맹(IUCN)의 IUCN 적색 목록은 보야카가시쥐(Proechimys chrysaeolus)의 이명으로 간주한다.

## 계통 분류
다음은 땅가시쥐속의 계통 분류이다.
|  | 긴꼬리가시쥐, 짧은꼬리가시쥐, 에콰도르가시쥐 |
|  |                                              |
|  | 퀴비에가시쥐                                 |
|  |                                              |

|  | 가드너가시쥐, 패튼가시쥐 |
|  |                          |
|  | 쿨리나가시쥐             |
|  |                          |

|  | 긴꼬리가시쥐, 짧은꼬리가시쥐, 에콰도르가시쥐 |
|  |                                              |
|  | 퀴비에가시쥐                                 |
|  |                                              |

|  | 가드너가시쥐, 패튼가시쥐 |
|  |                          |
|  | 쿨리나가시쥐             |
|  |                          |